# Ray Peterson
Ray Peterson, född 23 april 1939 i Denton, död 25 januari 2005, var en amerikansk sångare. 
Peterson var aktiv åren 1958–1972 och sjöng bland annat låtarna Corrine, Corrina, The Wonder of You och Tell Laura I Love Her. Han blev senare baptistpastor.
Peterson avled i cancer. Han begravdes i Roselawn Memorial Gardens kyrkogården i Murfreesboro, Tennessee.